# Proboscidea (rod)

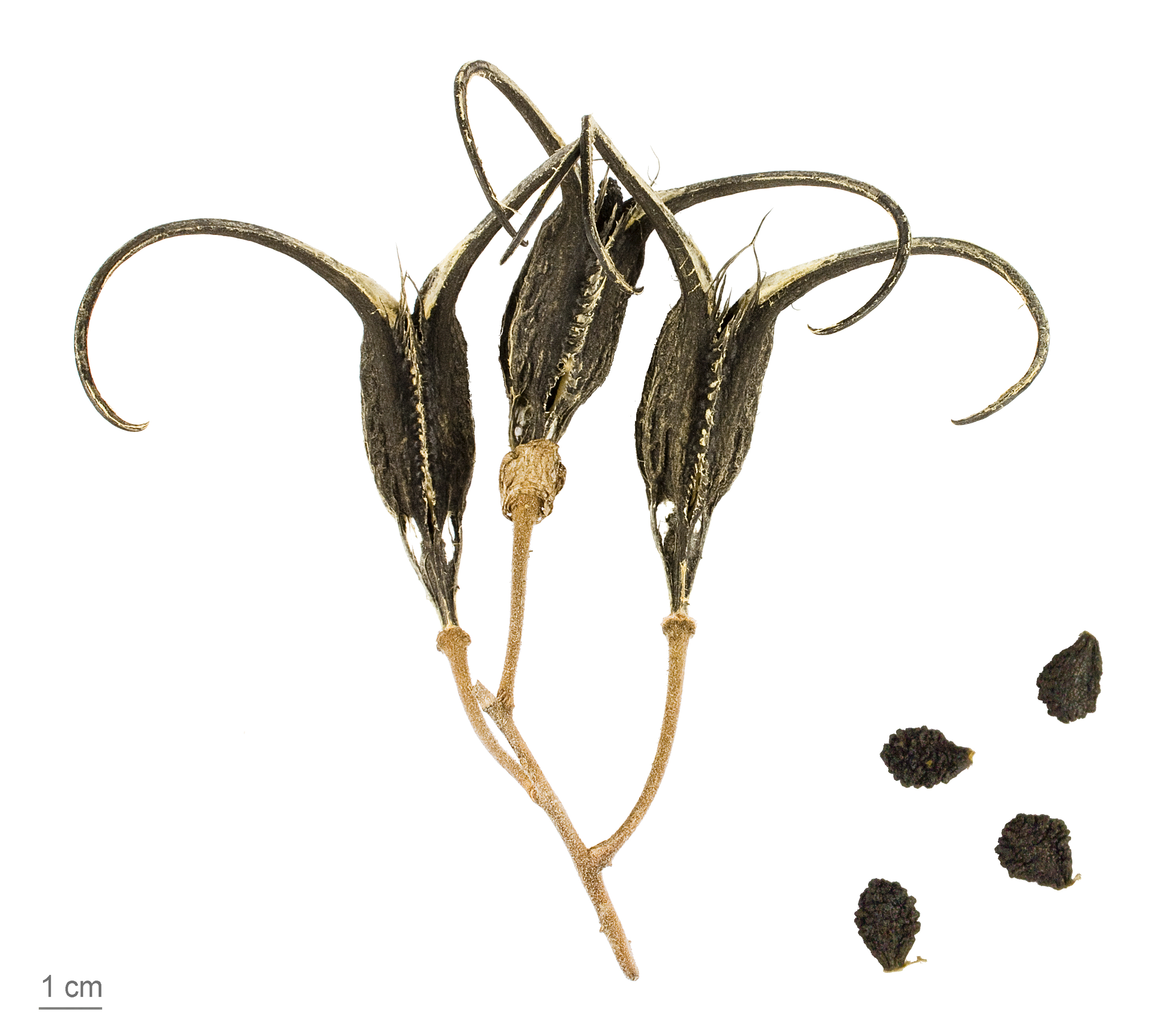
Plody a semena Proboscidea parviflora

Proboscidea (Proboscidea) je rod vyšších dvouděložných rostlin z čeledi martyniovité (Martyniaceae). Zástupce tohoto rodu Proboscidea louisianica sice lapá hmyz, ale nepatří mezi skutečné masožravé rostliny. Neprodukuje totiž trávicí enzymy, ale živiny zpracovává pouze pasivně.